# Patriziato (Monaco di Baviera)
Il patriziato di Monaco di Baviera costituiva uno dei tre corpi sociali in cui era suddivisa la società della città di Monaco di Baviera, assieme ai cittadini ed agli stranieri.
Patrizio era il titolo nobiliare spettante ai membri dell'aristocrazia cittadina della città di Monaco di Baviera. Il titolo era abbreviato, davanti al nome, dalla sigla patr.

## Storia
Monaco non era una libera città imperiale nel corso del medioevo, ma fu sempre subordinata ad un sovrano cittadino. A partire dal suo fondatore, Enrico il Leone, della famiglia dei Guelfi, la città passò dal 1180 nelle mani del vescovo di Frisinga. Nella prima metà del XIII secolo, i duchi bavaresi della famiglia Wittelsbach riuscirono a prevalere sul vescovo di Frisinga. In questo periodo andò a costituirsi il patriziato cittadino che resse le sorti della città di Monaco, eleggendone il sindaco ed il giudice cittadino.
Nel 1239 fu proprio la figura del giudice cittadino a documentare per la prima volta nella storia di Monaco l'elenco dei cittadini residenti (Iordanus iudex universique in Monaco cives), elencando nel 1286 anche i primi consiglieri della città (consules civitatis monacensis). Dal 1300 circa il consiglio comunale di Monaco venne diviso in gran consiglio e piccolo consiglio, organismi nei quali le famiglie patriziali di Monaco ebbero comunque un ruolo rilevante in maniera eguale.
Ad ogni modo la nobiltà patriziale a Monaco non era riconosciuta al pari della nobiltà concessa dai sovrani bavaresi e tale operazione riuscì solo nel 1628 grazie alla mediazione di tre tra le famiglie più antiche di Monaco (Ligsalz, Bart, Ridler).
Nel XVI secolo, ad ogni modo, il patriziato di Monaco appariva in crisi e per questo vennero ammesse nuove famiglie a sostituire quelle antiche ormai estintesi in buona parte. Nel frattempo anche i seggi al consiglio cittadino erano divenuti progressivamente ereditari, pur permanendo delle elezioni di forma. Per contro, aumentò anche l'influenza dei sovrani sulla città di Monaco al punto che al 1672 risale il primo patriziato ereditario concesso direttamente dal principe elettore. L'ammissione al patriziato cittadino, quindi, divenne un sorta di nobilitazione di stato più che un servizio a favore della città di Monaco di Baviera. Dal 1635 al 1790, dodici delle famiglie ammesse a far parte del consiglio cittadino come patrizi non avevano più nemmeno una casa d'abitazione in città.
Questa situazione intollerabile, che andava chiaramente a scapito della corretta amministrazione della città e dei suoi bisogni, venne risolta solo nel 1791 per opera dell'elettore Carlo Teodoro di Baviera il quale riformò il consiglio cittadino di Monaco di Baviera eleggendo 36 membri in totale da eleggere ogni anno tra i membri delle corporazioni cittadine; così facendo i patrizi di Monaco non avevano più un ruolo nell'amministrazione diretta della città che nel frattempo era divenuta capitale.

## Elenco delle famiglie patrizie di Monaco di Baviera

### Famiglie antiche
- Ligsalz
- Rabe Egger (Rabenekke, Rabeneck, Ravensich, Rabeneckher, Rappenegger, Rappenecker)
- Ridler (Riedler)
- Schrenck (Schrench, Schrenk)

### Altre famiglie
- Altmann, ammessi al patriziato nel 1360
- Aresinger
- Barth, residenti a Monaco dal 1272, nel 1596 ottennero la nobilitazione imperiale
- Dichtl
- Diener (Dyener, Dinaer, Diner)
- Donnersberger, austriaci, ammessi al patriziato nel 1556
- Drächsel (Drechsel), menzionati dal 1269
- Eßwurm, da Ottenhofen, ammessi al patriziato nel 1459
- Freimanner, menzionati dal 1253
- Gollier, menzionati dal 1269
- Hundertpfundt, menzionati dal 1310
- Impler, menzionati dal 1384/85
- Kauferinger (Kaufringer, Kaufinger)
- Katzmair, ammessi al patriziato nel 1318
- Ottenhofer[1]
- Pötschner, ammessi al patriziato nel 1541
- Pütrich (Püttrich, Pütterich), menzionati dal 1189
- Reitmor, menzionati dal 1462, ammessi al patriziato dal 1524
- Rosenbusch, da Possenhofen, Notzing, menzionati dal 1484, ammessi al patriziato dal 1500
- Rudolf, menzionati dal 1237
- Rushaimer
- Scharfzant
- Schluder, menzionati dal 1271
- Sentlinger (Sentilinger, Sendlinger), menzionati dal 1170 c., ammessi al patriziato nel 1475
- Tömlinger, ammessi al patriziato nel 1475
- Tulbeck, Ammessi al patriziato nel 1476
- Weiler, ammessi al patriziato nel 1489
- Wilbrecht, ammessi al patriziato nel 1526